# Xã Sand Lake, Quận Itasca, Minnesota
Xã Sand Lake (tiếng Anh: Sand Lake Township) là một xã thuộc quận Itasca, tiểu bang Minnesota, Hoa Kỳ. Năm 2010, dân số của xã này là 146 người.